# Джанлука Роккі
Джанлука Роккі (італ. Gianluca Rocchi; нар. 25 серпня 1973 року, Флоренція, Італія) — футбольний суддя, обслуговує матчі Серії A, Ліги чемпіонів УЄФА та Ліги Європи УЄФА.

## Кар'єра
Розпочав судити матчі 2000 року в Серії C. Пізніше дебютував в Серії А (сезон 2003/04), а саме 16 травня 2004 обслуговував матч між «Лечче» та «Реджиною». У 2010 році очолив Національний суддівський Комітет Серії А.
На міжнародній арені дебютував 26 травня 2008 року, судив товариський матч між юнацькими збірними Нідерландами та Грецією. Пізніше дебютував у єврокубках Кубок УЄФА 2008/2009 та Лізі чемпіонів 2010/2011. 
У 2009 став володарем призу найкращого арбітру Італії — Премії Джованні Мауро.
Відсудив три матчі в кваліфікаційному раунді Євро-2012, а також був головним суддею на чоловічому турнірі літніх Олімпійських ігор 2012.
Джанлука також судив матчі кваліфікаційних відборів до чемпіонату світу 2014 та чемпіонату Європи 2016.
Влітку 2017 обслуговував матчі Кубка конфедерацій, що проходив у Росії.
8 серпня 2017 судив матч за Суперкубок УЄФА між мадридським Реалом та Манчестер Юнайтед.

## Матчі збірних
| Дата              | Збірні               | Рахунок | Турнір                  | Жовті картки | ж/ч картки | червоні картки |
| ----------------- | -------------------- | ------- | ----------------------- | ------------ | ---------- | -------------- |
| 1 квітня 2009     | Швейцарія – Молдова  | 2 – 0   | Кваліфікація ЧС 2010    | 3            | 0          | 0              |
| 3 березня 2010    | Бельгія – Хорватія   | 0 – 1   | Товариський матч        | 2            | 0          | 0              |
| 11 серпня 2010    | Швеція – Шотландія   | 3 – 0   | Товариський матч        | 3            | 0          | 0              |
| 8 жовтня 2010     | Іспанія – Литва      | 3 – 1   | Кваліфікація ЧЄ 2012    | 0            | 0          | 0              |
| 26 березня 2011   | Норвегія – Данія     | 1 – 1   | Кваліфікація ЧЄ 2012    | 2            | 0          | 0              |
| 10 серпня 2011    | Сан-Марино – Румунія | 0 – 1   | Товариський матч        | 5            | 0          | 0              |
| 2 вересня 2011    | Кіпр – Португалія    | 0 – 4   | Кваліфікація ЧЄ 2012    | 3            | 1          | 0              |
| 26 липня 2012     | Бразилія – Єгипет    | 3 – 2   | ОІ 2012                 | 4            | 0          | 0              |
| 7 серпня 2012     | Мексика – Японія     | 3 – 1   | ОІ 2012                 | 2            | 0          | 0              |
| 17 жовтня 2012    | Польща – Англія      | 1 – 1   | Кваліфікація ЧС 2014    | 3            | 0          | 0              |
| 7 червня 2013     | Австрія – Швеція     | 2 – 1   | Кваліфікація ЧС 2014    | 4            | 0          | 0              |
| 5 березня 2014    | Румунія – Аргентина  | 0 – 0   | Товариський матч        | 0            | 0          | 0              |
| 9 вересня 2014    | Чехія – Нідерланди   | 2 – 1   | Кваліфікація ЧЄ 2016    | 3            | 0          | 0              |
| 8 вересня 2015    | Англія – Швейцарія   | 2 – 0   | Кваліфікація ЧЄ 2016    | 2            | 0          | 0              |
| 13 жовтня 2015    | Туреччина – Ісландія | 1 – 0   | Кваліфікація ЧЄ 2016    | 2            | 0          | 1              |
| 8 жовтня 2016     | Польща – Данія       | 3 – 2   | Кваліфікація ЧС 2018    | 3            | 0          | 0              |
| 12 листопада 2016 | Хорватія – Ісландія  | 2 – 0   | Кваліфікація ЧС 2018    | 3            | 0          | 1              |
| 21 червня 2017    | Росія – Португалія   | 0 – 1   | Кубок конфедерацій 2017 | 5            | 0          | 0              |